# Iwan Kotenko
Iwan Petrowycz Kotenko (ukr. Іван Петрович Котенко; ur. 28 kwietnia 1985 w Borodziance, w obwodzie kijowskim) – ukraiński piłkarz, grający na pozycji pomocnika, a wcześniej napastnika.

## Kariera piłkarska

### Kariera klubowa
Wychowanek klubów Kniaża Szczasływe i FK Obuchów, barwy których bronił w juniorskich mistrzostwach Ukrainy (DJuFL). Latem 2001 rozpoczął karierę piłkarską w farm klubie Borysfen-2 Boryspol. Latem następnego roku przeszedł do Dnipra Dniepropetrowsk, w składzie którego 16 czerwca 2005 debiutował w Wyższej Lidze w meczu z Metalistem Charków. Potem występował na wypożyczeniu w klubach Krywbas Krzywy Róg, Naftowyk-Ukrnafta Ochtyrka i FK Lwów. Na początku 2009 roku został piłkarzem FK Ołeksandrija. W styczniu 2010 roku przeniósł się do Obołoni Kijów.

### Kariera reprezentacyjna
Występował w reprezentacji Ukrainy U-19. Wcześniej bronił barw reprezentacji U-17. W 2005 był testowany w towarzyskich meczach studenckiej reprezentacji Ukrainy.

## Sukcesy i odznaczenia

### Sukcesy reprezentacyjne
- brązowy medalista Europy U-19: 2004